# Herman van Stahleck
Herman van Stahleck (? - 20 september 1156) was van 1142 tot 1156 paltsgraaf aan de Rijn.

## Levensloop
Hij was de enige zoon van graaf Goswin van Stahleck en Luitgard van Hengebach, weduwe van Hendrik I van Katzenelnbogen. Zijn halfbroer, Hendrik II van Katzenelnbogen, werd in 1138 door Rooms-Duits koning Koenraad III tot graaf benoemd. 
Herman huwde met Gertrude van Zwaben, een dochter van hertog Frederik I van Zwaben. Gertrude was een zus van Rooms-Duits koning Koenraad III en in 1142 werd Herman door zijn zwager tot paltsgraaf aan de Rijn benoemd. Dit kwam omdat de vorige paltsgraaf, Hendrik II van Oostenrijk, markgraaf van Oostenrijk geworden was. Graaf Otto II van Rheineck, die aan Hendrik II verwant was, was het daar echter niet mee eens en begon een machtsstrijd tegen Herman. Uiteindelijk werd Otto II in 1248 gevangengenomen en naar de burcht Schönburg overgebracht, waar hij in 1149 op bevel van Herman gewurgd werd. 
Van 1147 tot 1148 nam Herman van Stahleck deel aan de Wendenkruistocht, een onderdeel van de Tweede Kruistocht. Als paltsgraaf aan de Rijn kwam Herman ook in conflict met de aartsbisschop van Mainz. Herman werd hierop door zijn neef keizer Frederik I Barbarossa wegens landvredebreuk tot een vernederende straf veroordeeld. Dit was het hondendragen, waarbij men een hond van een bepaalde plaats naar een andere bepaalde plaats moest dragen. Ondanks dit bleven Herman en zijn neef een goede band behouden. 
In 1156 overleed Herman van Stahleck, waarna hij oorspronkelijk in Abdij Ebrach begraven werd. Kort voor zijn dood had Herman echter klooster Bildhausen gesticht, dat op het moment van zijn dood nog niet af was. Nadat de kloosterkerk was voltooid, werd zijn lichaam in dit klooster herbegraven. Toen men het klooster wou afbreken, werd zijn grafsteen in 1825 naar de burcht van Salzburg overgebracht. Zijn grafsteen werd echter per ongeluk gebroken en is sindsdien spoorloos.
Als paltsgraaf aan de Rijn werd Herman van Stahleck opgevolgd door Koenraad de Staufer, een halfbroer van keizer Frederik I Barbarossa.